# Багов, Грегори-Саид Муратович
Грегори-Саид Муратович Багов (кабард.-черк. Багъ Мурат и къуэ Саид; род. 17 февраля 1958, Грозный, Чечено-Ингушская АССР, РСФСР, СССР) — российский актёр, режиссёр. Заслуженный артист Российской Федерации (2003), лауреат премии Москвы (2004), народный артист республики Адыгея (2018).

## Биография
В 1979 году окончил актёрский факультет ГИТИСа (курс А. А. Попова). С 1982 по 1987 учился режиссуре в ГИТИСе у А. В. Эфроса, А. А. Васильева, М. М. Буткевича. Работал в Драматическом театре имени Станиславского, театре Советской Армии, «Школе драматического искусства» Анатолия Васильева.
В 1990-х годах проживал в Израиле. Играл в театре «Гешер» (Тель-Авив), Камерном театре (Тель-Авив), Русской антрепризе Михаила Козакова.
В 1997 году вернулся в Россию, поступил в труппу театра Иосифа Райхельгауза «Школа современной пьесы», стал одним из ведущих актёров и режиссёров театра. Состоял в труппе по 2010 год. Вернулся в 2015 году, вместе с Иосифом Райхельгаузом и Альбертом Филозовым, набрал заочный актёрско-режиссёрский курс при ГИТИСе.
С 2000-х годов много снимается в кино. Много работает как певец и чтец — на радио и на концертных площадках. Совместно с композитором и пианистом Виктором Фридманом создал музыкально-поэтический спектакль «Метаморфозы любви». Активно участвует в жизни национальных адыгских организаций.
Имеет сына и двух дочерей.

## Творчество

### Роли в театре
Московский драматический театр им. Станиславского
- «Брысь, костлявая, брысь!» С. Шальтяниса — Андрюс Шатас

«Школа современной пьесы»
- «Чайка» А. Чехова — Треплев; Медведенко
- «Чайка» Б. Акунина — Медведенко
- «Чайка. Настоящая оперетка» В. Жука и А. Журбина — Медведенко
- «Без зеркал» Н. Климонтовича — Соня
- «Город» Е. Гришковца — Он
- «Событие» В. Набокова — Ревшин
- «Миссис Лев» С. Коковкина
- «Звёздная болезнь» — Артист
- «Проститут(ка)» М. Барщевского — Глеб
- «УИК ЭНД» Е. Гришковца и А. Матисон — Олег Сомов

### Театральный режиссёр
Московский драматический театр им. Станиславского
- «Здесь живут люди» А. Фугарда
- «Два актёра, текст и публика» (независимый проект — с Н. В. Салантом)

Израиль
- «9 000 метров над поверхностью почвы» А. Шипенко
- «Дама с камелиями, или Когда мы войдём в город» А. Шипенко

Театр «Мастерская Фоменко»
- «Авиация превращений» Д. Хармса (незавершено)

«Школа современной пьесы»
- «Мосты и радуги» по мотивам пьесы «Я, Фейербах» Т. Дорста[нем.] (2005)
- «Аугенапфель» (по произведениям Даниила Хармса) (2008)

«Современник»
- «Пока существует пространство» Валентина Гафта

### Фильмография
- 1989 — Картина (фильм-спектакль) — постоялец
- 2002 — Копейка
- 2002 — Главные роли — Азаров
- 2003 — Таксист
- 2003 — Стилет — Монголец
- 2003 — Спасибо
- 2003 — Серебро и чернь (документальный)
- 2004 — Штрафбат — генерал-майор Чепуров, начальник особого отдела армии
- 2004 — Четыре Любови — Генрих
- 2004 — Только ты… или богатая Лиза — Гриша
- 2004 — Бальзаковский возраст, или Все мужики сво…, 6-я серия «Остеохондроз, или Восполнение растраченной Шукры» — Михаил, учитель Юли по йоге
- 2004 — Джек-пот для Золушки — Ханский
- 2005 — Пороки и их поклонники (Россия, Украина) — Расул, бизнес-партнёр Архипова
- 2005 — Виртуальный роман — Андрей Астахов (главная роль)
- 2005 — Авантюристка, фильм № 2 «Белый пиар» — Олег Петрович Дубов, владелец агентства «Глобус»
- 2005 — МУР есть МУР-3 — Алексей Борзов, «американец»
- 2005 — Верёвка из песка — эпизод (нет в титрах)
- 2006 — Из пламя и света — Василий Чилаев
- 2006 — Театр обречённых — Сергей Сергеевич Верзин, адвокат Петра Грановского
- 2006 — Игра в Шиндай — Юра, муж Регины
- 2006 — Золотые парни (Россия, Украина) — майор Сафаров, офицер ФСБ
- 2007 — На пути к сердцу — Азам, антиквар
- 2007 — Кровавый круг
- 2007 — Завещание Ленина — сотрудник журнала «Юность»
- 2007 — Грустная дама червей — Андрей
- 2007 — Бешеная : Двойная игра (4-й фильм) — Удав
- 2007 — Поцелуи падших ангелов — Руслан
- 2008 — После жизни — Гена
- 2008 — Песочный дождь — Александр Дмитриевич
- 2008 — Неуд по любви — фотограф Минский
- 2008 — Жаркий лёд — Эдуард Ремнёв, главный хореограф балета на льду (главная роль)
- 2008 — ГИБДД и т.д. — Тимур
- 2009 — Братаны — Вахтанг Георгиевич, сутенёр
- 2009 — Питерские каникулы — Геннадий
- 2010 — 220 вольт любви — Борис Рудольфович Виннер, продюсер
- 2010 — Голоса (1, 2, 8—15, 19 серии) — «Пациент»
- 2010 — Счастливый конец — Альберт, продюсер
- 2011 — Доярка из Хацапетовки-3 (Россия, Украина) — Герман Красовский, медвежатник
- 2011 — Хозяйка моей судьбы — Меркулов
- 2012 — Странствия Синдбада: Путь на север — Базу Бек
- 2012 — Цена жизни (в производстве)
- 2020 — Волк — Берия

### Киножурнал «Фитиль»
- 2004 — Выпуск № 22: «Большое дело» — член комиссии
- 2005 — Выпуск № 25: «Так победим!»
- 2005 — Выпуск № 28: «За компанию» — Николай Николаевич, пассажир поезда
- 2005 — Выпуск № 33: «Конфискация» — адвокат
- 2005 — Выпуск № 36: «Суд да дело»
- 2005 — Выпуск № 39: «Бедствие» — Мамедов
- 2005 — Выпуск № 40: «Кредит для честного человека»
- 2005 — Выпуск № 44: «Фитнес» — участник собрания
- 2005 — Выпуск № 49: «Дружба народов» — украинский гость
- 2005 — Выпуск № 50: «Лайф-ТВ» — отец
- 2006 — Выпуск № 72: «На живца» — Суханов, налоговый инспектор
- 2006 — Выпуск № 77: «Лучшее - детям!» — застройщик
- 2006 — Выпуск № 94: «Сделай сам» — аукционист
- 2006 — Выпуск № 104: «Душевное здоровье» — доктор
- 2006 — Выпуск № 110: «С прицелом на будущее» — прораб
- 2007 — Выпуск № 116: «Великое искусство» — маэстро-вампир
- 2007 — Выпуск № 118: «Прививки» — пациент
- 2007 — Выпуск № 124: «Рукописи горят» — Гоголь
- 2007 — Выпуск № 136: «Эпоха фараонов» — Албибеков
- 2007 — Выпуск № 155: «Новые средства связи» — новый Остап Бендер
- 2008 — Выпуск № 162: «С думой о людях» — депутат

#### Озвучивание
- 2006 — Несравненная Екатерина (документальный) — читает текст

## Награды
- Заслуженный артист Российской Федерации (2003), Народный артист республики Адыгея (2018)
- Премия Москвы (2004) — за главную роль в спектакле "Город" Московского Театра "Школа Современной Пьесы"